# Nistos
Nistos é uma comuna francesa na região administrativa de Occitânia, no departamento dos Altos Pirenéus. Estende-se por uma área de 32,59 km². Em 2010 a comuna tinha 221 habitantes (densidade: 6,8 hab./km²).